# Mercer (Pensilvania)
Mercer es un borough ubicado en el condado de Mercer en el estado estadounidense de Pensilvania. En el año 2000 tenía una población de 2,391 habitantes y una densidad poblacional de 745 personas por km².

## Geografía
Mercer se encuentra ubicado en las coordenadas 41°13′35″N 80°14′15″O / 41.22639, -80.23750

## Demografía
Según la Oficina del Censo en 2000 los ingresos medios por hogar en la localidad eran de $29,795 y los ingresos medios por familia eran $46,979. Los hombres tenían unos ingresos medios de $27,371 frente a los $19,576 para las mujeres. La renta per cápita para la localidad era de $22,161. Alrededor del 9% de la población estaba por debajo del umbral de pobreza.